# Саман (Иран)

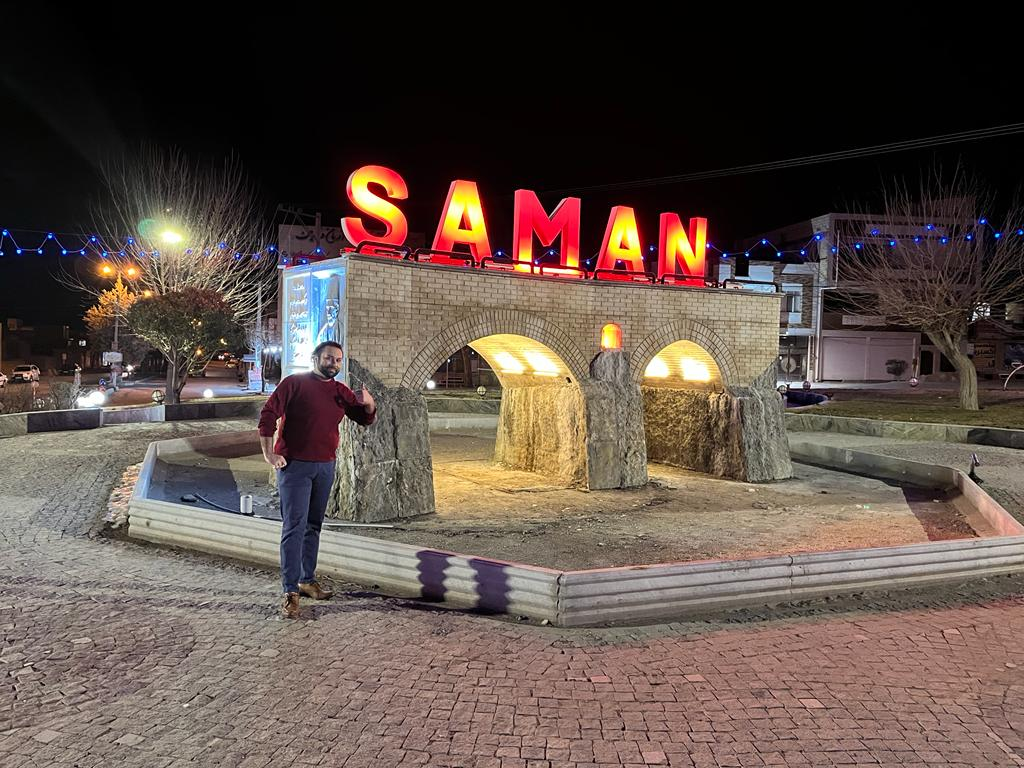
Саман, Иран

Сама́н (перс. سامان‎) — город на юго-западе Ирана, в провинции Чехармехаль и Бахтиария. Входит в состав шахрестана Шехре-Корд.
На 2006 год население составляло 14 777 человек.

## География
Город находится на северо-востоке Чехармехаля и Бахтиарии, в горной местности центрального Загроса, на высоте 2 019 метров над уровнем моря.
Саман расположен на расстоянии приблизительно 10 километров к северо-востоку от Шехре-Корда, административного центра провинции и на расстоянии 350 километров к юго-западу от Тегерана, столицы страны. Большинство трудоспособного населения занято в сельском хозяйстве, а также в сфере туризма.